# グリセリルオクチルアスコルビン酸
グリセリルオクチルアスコルビン酸 ( GO-VC )は、ビタミンCの2位の水酸基にグリセリン、3位の水酸基にオクタノールが結合した構造をした両親媒性ビタミンC誘導体である。化学名は、2-グリセリル-3-オクチルアスコルビン酸であり、異性体として2位と3位が入れ替わった2-オクチル-3-グリセリルアスコルビン酸( OG-VC )も存在する。GO-VCの日本化粧品工業連合会が認めた化粧品の成分表示名称は、カプリリル2-グリセリルアスコルビン酸。INCI名は、Caprylyl 2-Glyceryl Ascorbateである。特に美容医療分野において新規の安定な両親媒性ビタミンC誘導体として注目されている。

## 概要
ビタミンCは紫外線などにより速やかにアスコルビン酸ラジカルに変化し細胞毒性や皮膚紅斑を発生させるが、GO-VCは従来のビタミンC誘導体の中でも特に安定性を改良し、これらのプロオキシダントの問題を解決するため開発された。GO-VCはグリセリンの結合により高い保湿力を有するが、ビタミンC誘導体の一種であるアスコルビン酸リン酸ナトリウム(APS)などの水溶性ビタミンC誘導体の生理効果である皮脂抑制と、それに伴う肌の乾燥を軽減できる。また、殺菌活性を有するオクタノールが結合していることから、多くの菌類に対して殺菌性を有している。また、線維芽細胞の増殖作用やI型コラーゲン産生促進作用があるため、創傷治癒やシワ予防のためにも使用される。美白剤として使用されるアルブチンよりも強いメラニン産生抑制効果があり、臨床試験においても0.01-0.1%(重量)と低い濃度でニキビの赤みや色素沈着に対して効果を発揮することが確認されている。水溶性ビタミンC誘導体のアスコルビン酸グルコシドやAPPS（パルミチン酸アスコルビルリン酸3ナトリウム）などは、カルボキシビニルポリマー（カーボポール）やポリアクリル酸ナトリウムなどの化粧品に汎用されている水溶性高分子ゲルに添加した場合、粘度変化や沈殿を誘導してしまう。これに対しGO-VCは透明に均一に分散又は溶解する性質をもつ。テトラヘキシルデカン酸アスコルビル(VC-IP)などの脂溶性のビタミンC誘導体はほとんど水に溶けないため、界面活性剤を使用することなく化粧水などの水溶性製剤に配合することは困難である。GO-VCは、両親媒性であるため経皮吸収性が良好であるが、完全に非イオン性ではなくマイナスの電荷をもっているのでイオン導入も可能である。さらに、両親媒性であるが脂質基を持たない為に脂質過酸化による皮膚毒性の問題がなく、従来のビタミンC誘導体に認められたベトつき感が無く、肌に塗布した時の感触が良好な両親媒性ビタミンC誘導体である。

## 安定性
ビタミンC及びGO--VCを含む水溶液を50℃で90日間保存したところ、30日で残存量が30%以下まで減少したのに対しGO-VCは90%以上の残存量が確認された。また、90日後もGO-VCは80%以上の残存が確認された。これらの高い安定性は、ビタミンCの最も反応性の高い2、3位の2つの水酸基が同時にグリセリンとオクタノールで保護されているためと考えられるが高分子ゲルを配合した製剤に粘度を低下させることなく透明な状態で長期間安定に保つことができる。そのためローション、クリーム、美容液、ジェルなど多くの製剤への配合が可能である。

## ニキビ
GO-VCは、尋常性痤瘡（ニキビ）における重要な合併症である炎症後色素沈着過剰（PIH）、炎症後紅斑（PIE）、および萎縮性瘢痕（AS）に効果があることが、黒川らにより報告された。黒川らは、尋常性痤瘡患者10名に、それぞれGO-VCを含む複合ビタミンC誘導体化粧水を、右側に1日2回、3ヶ月間塗布し、無塗布の左側とその効果を確認した。3か月後、GO-VCを含む化粧水を適用した際のPIH、PIE、およびASに、著しい改善がみられたと報告している。

## 美白
GO-VCは、B16メラノーマ細胞の細胞内メラニン含有量を減少させた。チロシナーゼ活性は阻害しないが、GO-VCはチロシナーゼmRNAおよびタンパク質の発現を減少させた。さらに、GO-VCは、Pmel17タンパク質の発現を抑制した。細胞内メラノソーム輸送に関して、GO-VC処理したB16メラノーマ細胞は、核周囲領域におけるメラノソームの蓄積およびミオシン-Va mRNAの発現の減少を示した。さらに、GO-VCは微小管関連タンパク質1軽鎖3-Ⅱを増加させ、p62タンパク質を減少させた。これらの結果は、GO-VCがチロシナーゼmRNAとPmel17タンパク質の低下を通じてメラニン形成を抑制したことを示唆した。さらに、GO-VCは、細胞内メラノソーム輸送の阻害を介してオートファジーシステムを活性化し、メラノソームの分解を促進した。従来の美白剤である多くのフェノール化合物は、チロシナーゼと反応しメラノサイト特異的な細胞毒性を誘発するため、白斑症を発症するリスクがあった。これに対し、GO-VCの美白メカニズムは、チロシナーゼ活性阻害に依存しない新しいメラニン形成阻害システムを通して作用することを示し、白斑症リスクが低い安全で効果的な美白原料であることを示唆している。実際の美白臨床試験においてGO-VCは美白効果を示し、平均39.8歳の女性被験者13名においてGO-VCを0.1%配合したジェル製剤を朝晩 1日2回洗顔後全顔に塗布し，1~5カ月試験を行った結果、GO-VCにより炎症後色素沈着の顕著な改善が見られた。ハイドロキノンの塗布ではあまり良い効果が見られなかった金属アレルギーにより発症した色素沈着に対しても，GO-VCでは明らかな改善が見られたと報告している。

## 毛穴
水溶性のビタミンCは、皮膚バリアを透過しにくいため、これを改善した両親媒性ビタミンC誘導体が開発された。しかし従来はパルミチン酸などの脂質を修飾したために、紫外線などの暴露により遊離脂肪酸が生成し、脂質過酸化の問題が懸念されていた。GO-VCは脂質の代わりにオクタノールで両親媒性としているため脂質過酸化の問題を回避できると考えられた。藤本らはGO-VCの0.05%ジェルを用いて毛穴などに対する効果をべた。その結果、塗布後1～2ヶ月において、副作用は無く毛穴数を70%以下に減少させることを認めた。